# Accademia politica del Partito socialista d'Albania
L'Accademia politica del Partito socialista d'Albania (albanese: Akademia Politike e Partisë Socialiste; sigla: AP) chiamata anche Accademia politica è un'accademia istituita dal Partito Socialista d'Albania con il contributo della fondazione tedesca Friedrich Ebert. La sede dell'accademia si trova a Golem di Kavaja, vicino alla città di Durazzo. L'accademia fornisce al Forum della gioventù eurosocialista giovani preparati per la carriera politica.

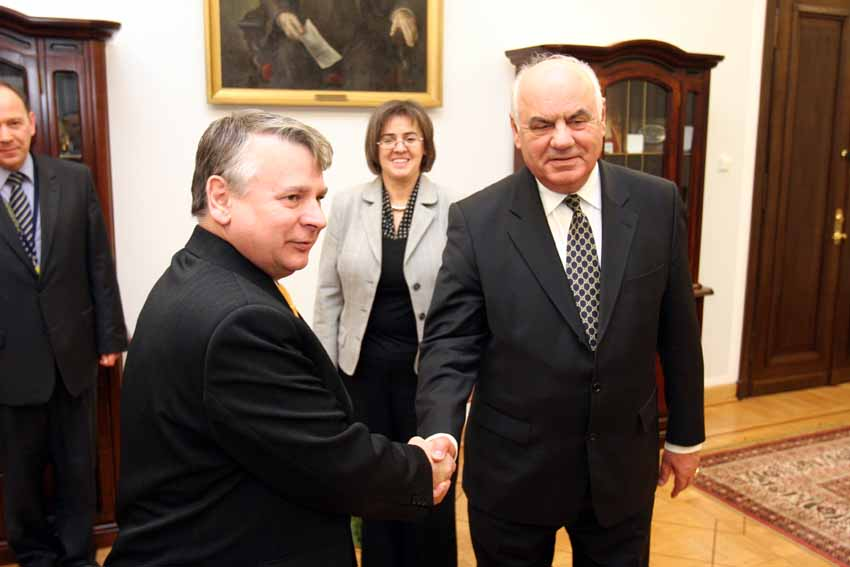
Alfred Moisiu, ex Presidente dell'Albania ora lettore del AP

L'accademia è composta da professori e professionisti selezionati nei loro campi, impegnati e motivati a fornire agli studenti le conoscenze necessarie. I docenti sono politici, parlamentari, dirigenti di vario livello, diplomatici, professori universitari, analisti, studiosi e giornalisti.